# Oermotten
De oermotten (Micropterigidae) vormen een familie van vlinders uit de superfamilie Micropterigoidea. Het typegeslacht van de familie is Micropterix.
De familie wordt samen met onder meer de wortelboorders als een familie van primitieve vlinders beschouwd. Ze beschikken nog over functionerende voorkaken. De rupsen beschikken nog over eenvoudige facetogen. De rupsen hebben meer pseudopoten dan de rupsen in andere families.
De vlinders leven van sporen en stuifmeel. Ze vliegen alleen bij zon. De rupsen leven op mossen.
De soorten uit deze familie komen over de hele wereld voor.
In Europa komt de soort Micropterix calthella voor.

## Geslachten en enkele soorten
- Micropterix Hübner, 1825 (junior synoniem Eriocephala J. Curtis, 1839, Microptericina Zagulajev, 1983)
  - Micropterix aureatella
  - Micropterix calthella
  - Micropterix mansuetella
  - Micropterix schaefferi
  - Micropterix tunbergella
- Epimartyria Walsingham, 1898
  - Epimartyria auricrinella Walsingham, 1898
  - Epimartyria bimaculella Davis & Landry, 2012[1]
  - Epimartyria pardella (Walsingham, 1880) = Micropteryx pardella Walsingham, 1880 (typesoort)
- Issikiomartyria Hashimoto, 2006
- Kurokopteryx Hashimoto, 2006
- Micropardalis Meyrick, 1912
- Neomicropteryx Issiki, 1931
- Palaeomicra Meyrick, 1888
- Palaeomicroides Issiki, 1931
- Paramartyria Issiki, 1931
- Vietomartyria Mey, 1997
- Sabatinca F. Walker, 1863
- Agrionympha Meyrick, 1921
- Hypomartyria Kristensen & Nielsen 1982
- Squamicornia Kristensen & Nielsen, 1982
- Austromartyria Gibbs, 2010
  - Austromartyria porphyrodes (Turner,1932) = Sabatinca porphyrodes Turner, 1932
- Tasmantrix Gibbs, 2010
  - Tasmantrix calliplaca (Meyrick, 1902) = Sabatinca calliplaca Meyrick, 1902
  - Tasmantrix fragilis Gibbs, 2010
  - Tasmantrix lunaris Gibbs, 2010
  - Tasmantrix nigrocornis Gibbs, 2010
  - Tasmantrix phalaros Gibbs, 2010
  - Tasmantrix tasmaniensis Gibbs, 2010
  - Tasmantrix thula Gibbs, 2010
- Zealandopterix Gibbs, 2010
  - Zealandopterix zonodoxa (Meyrick)
- Aureopterix Gibbs, 2010
  - Aureopterix sterops (Turner, 1921) = Sabatinca sterops Turner, 1921
- Nannopterix Gibbs, 2010
  - Nannopterix choreutes Gibbs, 2010
- † Auliepterix Kozlov, 1989
- † Palaeolepidopterix Kozlov, 1989
- † Palaeosabatinca Kozlov, 1989
- † Parasabatinca Whalley, 1978
- † Baltimartyria Skalski, 1995
- † Moleropterix Engel & Kinzelbach, 2008